# سوليداد (كاليفورنيا)
سوليداد (بالإنجليزية: Soledad)‏ هي إحدى مدن مقاطعة مونتيري، كاليفورنيا. تم إعطاءها لقب مدينة في 9 مارس، 1921.

## التركيبة السكانية
حدّد مكتب تعداد الولايات المتحدة بيانات التركيبة السكانية لسوليداد في تعداد الولايات المتحدة. في ما يلي، التركيبة السكانية حسب تعدادي 2000 و2010.

### تعداد عام 2000
بلغ عدد سكان سوليداد 11,263 نسمة بحسب تعداد عام 2000، وبلغ عدد الأسر 2,472 أسرة وعدد العائلات 2,241 عائلة مقيمة في المدينة. في حين سجلت الكثافة السكانية 938.6 نسمة لكل كيلومتر مربع (2,431.0/ميل2). وبلغ عدد الوحدات السكنية 2,534 وحدة بمتوسط كثافة قدره 211.2 لكل كيلومتر مربع (547.0/ميل2).
وتوزع التركيب العرقي للمدينة بنسبة 31.90% من البيض و1.15% من الأمريكيين الأفارقة و1.73% من الأمريكيين الأصليين و2.35% من الأمريكيين ذوي الأصول الآسيوية و0.08% من سكان جزر المحيط الهادئ و58.56% من الأعراق الأخرى و4.23% من عرقين مختلطين أو أكثر و86.82% من الهسبانيون أو اللاتينيون من أي عرق.
بلغ عدد الأسر 2,472 أسرة كانت نسبة 69.3% منها لديها أطفال تحت سن الثامنة عشر تعيش معهم، وبلغت نسبة الأزواج القاطنين مع بعضهم البعض 69.9% من أصل المجموع الكلي للأسر، ونسبة 13.8% من الأسر كان لديها معيلات من الإناث دون وجود شريك، بينما كانت نسبة 7% من الأسر لديها معيلون من الذكور دون وجود شريكة وكانت نسبة 9.3% من غير العائلات. تألفت نسبة 7.2% من أصل جميع الأسر من عدة أفراد يعيشون في نفس المنزل ونسبة 3.7% كانت تتألف من شخص يعيش بمفرده يبلغ من العمر 65 عاماً أو أكثر. وبلغ متوسط حجم الأسرة المعيشية 4.54، أما متوسط حجم العائلات فبلغ 4.58.
بلغ العمر الوسطي للسكان 25.2 عاماً. وكانت نسبة 36.7% من القاطنين تحت سن الثامنة عشر، وكانت نسبة 12.9% بين الثامنة عشر والرابعة والعشرين عاماً، ونسبة 31.4% كانت واقعةً في الفئة العمرية ما بين الخامسة والعشرين والرابعة والأربعين عاماً، ونسبة 13.1% كانت ما بين الخامسة والأربعين والرابعة والستين، ونسبة 5.5% كانت ضمن فئة الخامسة والستين عاماً فما فوق. يوجد لكل 100 أنثى 108.6 ذكر، ويوجد لكل 100 أنثى في الثامنة عشر من عمرها فما فوق 107.6 ذكر.
بلغ متوسط دخل الأسرة في المدينة 42,602 دولارًا، أما متوسط دخل العائلة فبلغ 41,188 دولارًا. وكان متوسط دخل الذكور 31,566 دولارًا مقابل 23,964 دولارًا للإناث. وسجل دخل الفرد الخاص بالمدينة 11,442 دولارًا. وكانت نسبة 16.3% من العائلات ونسبة 18.4% من السكان تحت خط الفقر، وكان من هؤلاء نسبة 25.4% تحت سن الثامنة عشر ونسبة 9.2% في الخامسة والستين من العمر وما فوق.

### تعداد عام 2010
بلغ عدد سكان سوليداد 25,738 نسمة بحسب تعداد عام 2010، وبلغ عدد الأسر 3,664 أسرة وعدد العائلات 3,264 عائلة مقيمة في المدينة. في حين سجلت الكثافة السكانية 2,144.8 نسمة لكل كيلومتر مربع (5,555.0/ميل2). وبلغ عدد الوحدات السكنية 3,876 وحدة بمتوسط كثافة قدره 323 لكل كيلومتر مربع (836.6/ميل2).
وتوزع التركيب العرقي للمدينة بنسبة 49.05% من البيض و11.44% من الأمريكيين الأفارقة و1.43% من الأمريكيين الأصليين و2.94% من الأمريكيين ذوي الأصول الآسيوية و0.40% من سكان جزر المحيط الهادئ و31.82% من الأعراق الأخرى و2.92% من عرقين مختلطين أو أكثر و71.13% من الهسبانيون أو اللاتينيون من أي عرق.
بلغ عدد الأسر 3,664 أسرة كانت نسبة 67.4% منها لديها أطفال تحت سن الثامنة عشر تعيش معهم، وبلغت نسبة الأزواج القاطنين مع بعضهم البعض 65.1% من أصل المجموع الكلي للأسر، ونسبة 16% من الأسر كان لديها معيلات من الإناث دون وجود شريك، بينما كانت نسبة 7.9% من الأسر لديها معيلون من الذكور دون وجود شريكة وكانت نسبة 10.9% من غير العائلات. تألفت نسبة 8.2% من أصل جميع الأسر من عدة أفراد يعيشون في نفس المنزل ونسبة 3.4% كانت تتألف من شخص يعيش بمفرده يبلغ من العمر 65 عاماً أو أكثر. وبلغ متوسط حجم الأسرة المعيشية 4.27، أما متوسط حجم العائلات فبلغ 4.41.
بلغ العمر الوسطي للسكان 34.9 عاماً. وكانت نسبة 22% من القاطنين تحت سن الثامنة عشر، وكانت نسبة 9.5% بين الثامنة عشر والرابعة والعشرين عاماً، ونسبة 39.3% كانت واقعةً في الفئة العمرية ما بين الخامسة والعشرين والرابعة والأربعين عاماً، ونسبة 24.5% كانت ما بين الخامسة والأربعين والرابعة والستين، ونسبة 4.6% كانت ضمن فئة الخامسة والستين عاماً فما فوق. وتوزع التركيب الجنسي للسكان بنسبة 70.2% ذكور و29.8% إناث.